# St. Georg (Pfaffendorf)

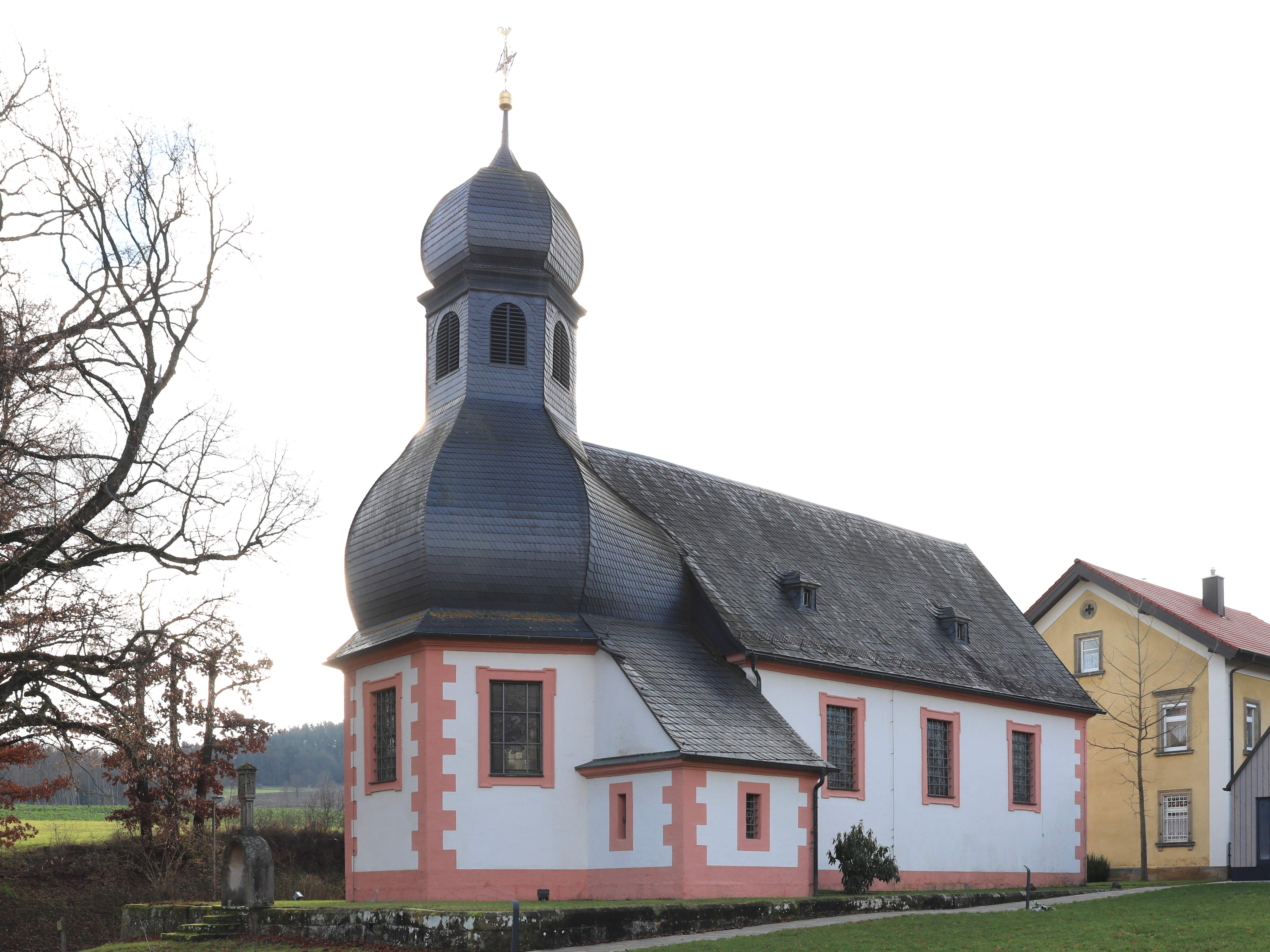
St. Georg bei Pfaffendorf

Die römisch-katholische Filialkirche St. Georg in Pfaffendorf, einem Gemeindeteil der oberfränkischen Stadt Altenkunstadt im Landkreis Lichtenfels, stammt aus dem Jahr 1718. Die Kirchengemeinde gehört zur Pfarrei Altenkunstadt im Seelsorgebereich Obermain-Jura des Dekanats Coburg (Erzbistum Bamberg).

## Geschichte
Im Jahr 1471 wurde in Schriften des Klosters Langheim ein Grundstück „bey dem Heiligen Grab“ erwähnt. Eine handgezeichnete Landkarte des 16. Jahrhunderts zeigt ein Kirchlein nahe dem Kapellenbach.
Die Erstnennung einer Kirche Zum heiligen Grab erfolgte 1518. Diese entwickelte sich aufgrund eines Hostienwunders zu einem Wallfahrtsort. Der Legende nach wurde in der Altenkunstadter Pfarrkirche ein Kelch mit einer Hostie gestohlen und später weggeworfen. Ein Mädchen fand die Hostie. An der Fundstelle war eine Quelle, deren Wasser heilsame Wirkung gehabt haben soll. Über der Quelle wurde in der zweiten Hälfte des 15. Jahrhunderts ein steinerner Bogen mit einem Bildstock zu Ehren der heiligen Notburga errichtet. Die Pilger suchten durch das Durchschreiten des Bogens Heilung von Beschwerden. Papst Clemens XI. verlieh 1706 zur Errichtung eines neuen Gotteshauses für die Wallfahrtskirche „ad s. sepulcrum“ (Zum heiligen Grab) einen Ablass.
Anstelle der alten Wallfahrtskirche ließ der Langheimer Abt Gallus Knauer im frühen 18. Jahrhundert einen teilweisen Neubau errichten, der im Jahr 1718 vollendet war. Im Jahr 1867 erfolgte eine Innenrenovierung und 1879 wurde die Kirchhofmauer im Rahmen des Schulhausbaues abgetragen. Eine Restauration fand unter anderem von 1953 bis 1957 statt. Im Jahr 1989 erfolgte eine Außenrenovierung. Eine neue, 180 kg schwere Glocke mit einem Relief der heiligen Notburga wurde 1991 aufgehängt. Im Jahr 1996 ließ die Kirchenstiftung eine umfangreiche Innenrenovierung durchführen.

## Baubeschreibung
Die Kirche steht etwa 600 Meter östlich von Pfaffendorf auf einer kleinen Erhebung im Talgrund des Kapellenbaches an einer alten Wallfahrtsstraße. Die Lage der Kirche außerhalb des Dorfes deutet auf einen vorchristlichen Kultort hin.
Der verputzte, geostete Saalbau besitzt einen eingezogenen Chor, mit einem Joch und einem 3/6-Schluss und darüber einer sechseckigen, verschieferten Kuppel, bekrönt von einer Laterne mit Schallfenstern, einer Zwiebelhaube und einem Knauf mit Kreuz als Abschluss. Den Chorraum überspannt, auf profilierten Gesimskonsolen ruhend, im Chorschluss ein Stichkappengewölbe und im Chorjoch ein Kreuzgratgewölbe.
Ein runder Chorbogen verbindet den Chorraum mit dem dreiachsigen Langhaus, das von einer flachen Holzdecke überspannt wird. Vor der Westwand steht eine einfache Holzempore, deren Brüstungsfelder schlicht gestaltet sind. Versetzte Eckquaderungen und Fenster mit geohrten Rahmungen sowie schmiedeeisernen Gittern gliedern die Fassade des verschieferten Satteldachbaus. An der Langhaussüdwand befinden sich eine Sonnenuhr und ein Kruzifix aus der ersten Hälfte des 16. Jahrhunderts. Das Westportal in der Giebelwand schmücken ein gerader Sturz und eine geohrte, profilierte Rahmung. Darüber ist ein querovales Fenster mit schmiedeeisernem Gitter angeordnet, gefolgt vom durchgehenden Traufgesims und einem weiteren ovalen Fenster, das den Dachboden belichtet.
Die Sakristei mit einem Pultdach steht im nördlichen Chorwinkel. Den Innenraum des eingeschossigen, verputzten Anbaus belichten zwei rechteckige Fenster und überspannt ein Kreuzgratgewölbe.

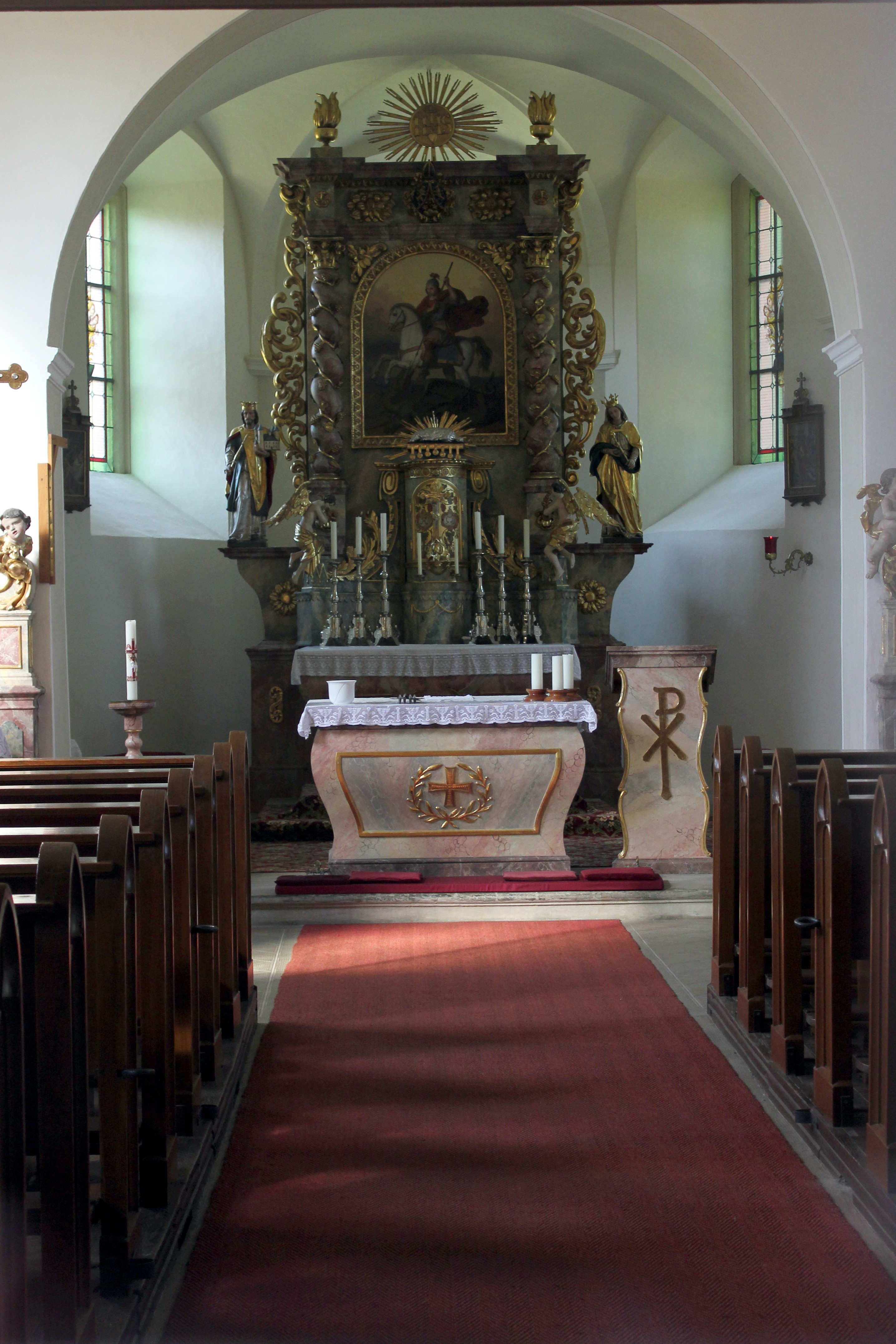
Chorraum

## Ausstattung
Der barocke Hochaltar wird um 1700 datiert. Er besteht aus marmoriertem Holz, mit durchbrochener Laub- und Ohrmuschelschnitzerei bei den Flügeln, und enthält zwischen gewundenen Säulen ein um 1867 entstandenes Altarbild des heiligen Georg. Seitlich stehen auf Konsolen Statuen der Bistumsheiligen Heinrich II. und Kunigunde aus der gleichen Zeit. Oben befindet sich am Gebälk das Wappen des Langheimer Abtes Gallus Knauer und als Bekrönung das Jesusmonogramm IHS im Strahlenkranz, eingerahmt von zwei Urnen.
Die beiden Seitenaltäre sind Werke des Bamberger Bildhauers Johann Bernhard Kamm von 1677. Sie stehen schräg in den östlichen Ecken des Langhauses und besitzen marmorierte Holzaufbauten mit mittigen Nischen. Im linken Altar steht die Holzfigur einer thronenden Muttergottes über den armen Seelen (Trösterin der Betrübten) und rechts der heilige Wendelin. Die Seitenteile der Altäre bestehen aus Freipfeilern, die unten und oben in Voluten enden. Das Auge Gottes im Dreifaltigkeitssymbol ist die Bekrönung.
Die Kanzel entstand um 1700. Sie besteht aus einem marmorierten Holzaufbau mit einem konvexen Unterteil, einem vieleckigen Korb, der durch Vollsäulen gegliedert ist, und einem vieleckigen Schalldeckel. In den Brüstungsfeldern befinden sich rundbogige Blenden.

### Bildstock
Im hinteren Teil der Kirche steht ein Sandsteinbildstock auf dem Scheitel eines halbrunden Bogens. Er stammt vermutlich aus der zweiten Hälfte des 15. Jahrhunderts. Der Bogen überspannte ursprünglich eine Quellfassung östlich der Kirche. Vor dem Chor der Kirche steht seit 1989 eine Kopie des Bildstocks mit dem Bogen. Die Reliefs des Sandsteinpfeilers zeigen an der Vorderseite die heilige Notburga mit Kelch und Hostie und an der Rückseite den Heiligen Georg. An den Schmalseiten sind die Heiligen Laurentius und Sebastian dargestellt.

### Orgel
Die Orgel stammt aus der Barockzeit. Die genaue Entstehungszeit ist unbekannt. Sie steht seit der Kirchenweihe 1718 in dem Gotteshaus. Der fünfteilige Orgelprospekt mit einem hohen Mittelteil besteht aus marmoriertem Holz mit vergoldetem Muschelwerk- und Blumendekor. Der Mallersdorfer Orgelbaumeister Paul Rohner restaurierte 1986/1987 das Instrument und ergänzte drei fehlende Register. Seitdem hat die Orgel acht Register auf einem Manual und Pedal.